# Amunicja kasetowa

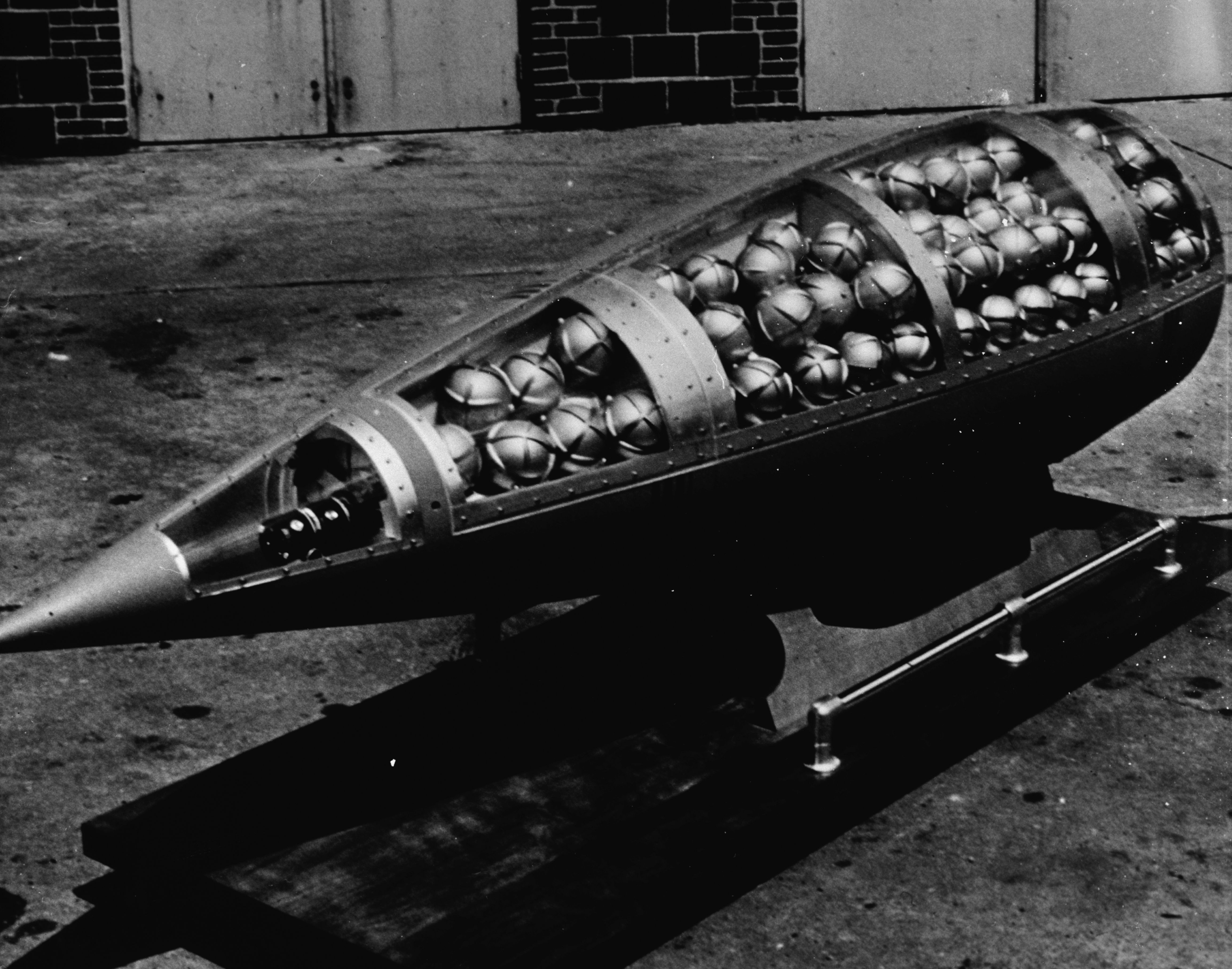
Głowica rakiety MGR-1 Honest John, wypełniona pojemnikami M134 z sarinem (zdjęcie z ok. 1960 r.)

Amunicja kasetowa – amunicja zawierająca od kilku do kilkuset ładunków małego wagomiaru (subamunicji). W zaprogramowanym momencie bądź po wykryciu celu w polu rażenia amunicji, subamunicja jest uwalniana z głowicy bądź bomby kasetowej siłą wybuchu niewielkiego ładunku prochowego lub siłą odśrodkową.
Amunicja kasetowa może zawierać subamunicję o różnym działaniu (odłamkową, przeciwpancerną, chemiczną itp.). Pociski kasetowe służą do rażenia celów powierzchniowych (subamunicja odłamkowa, chemiczna, zapalająca) lub punktowych (subamunicja przeciwpancerna). Amunicja kasetowa eksploduje w powietrzu nad celem (celami), uwalniając kilkadziesiąt do kilkuset mniejszych ładunków o polu rażenia stadionu piłkarskiego.

## Zakaz używania amunicji kasetowej

Kraje, które podpisały Konwencję o zakazie, są oznaczone kolorem niebieskim, a kraje, które ją ratyfikowały, są fioletowe.

30 maja 2008 podczas konferencji w Dublinie 111 państw poparło zakaz używania bomb kasetowych. Od głosu wstrzymała się m.in. Polska, mająca na wyposażeniu kilka typów bomb kasetowych RBK, LBKas-250, ZK-300
. Konwencja o zakazie użycia amunicji kasetowej weszła w życie 1 sierpnia 2010. Do dziś (listopad 2017) Polska, obok między innymi Stanów Zjednoczonych, Rosji i Chin, nie została sygnatariuszem konwencji i nie jest związana zakazem. Powodem niepodpisania przez Polskę konwencji jest fakt, iż wobec braku broni jądrowej broń tego rodzaju stanowi jedyny na wyposażeniu polskich sił zbrojnych środek bojowy o szerokim polu rażenia.

## Produkcja bomb kasetowych w Polsce

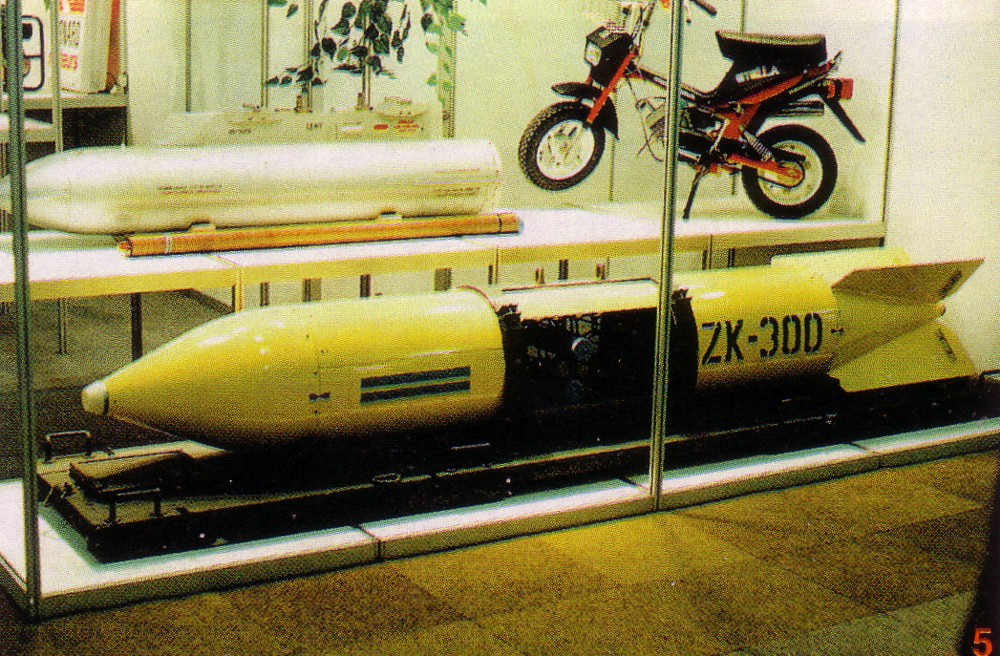
Polska bomba kasetowa ZK-300

Polscy producenci amunicji kasetowej należą do grupy kapitałowej Bumar:
- „Dezamet” Zakłady Metalowe S.A. – amunicja kasetowa: ZK-300, moździerzowy pocisk kasetowy Rad-2 zawierający podpociski GKO o działaniu kumulacyjno-odłamkowym[6][7].
- „Belma” Bydgoskie Zakłady Elektromechaniczne S.A. – kasety minowe z minami narzutowymi MN-123[8].
- „Kraśnik” Zakłady Metalowe Sp. z o.o. – Zakład specjalizuje się w produkcji łusek do broni kasetowej. Produkuje m.in. pociski moździerzowe kaliber 98 mm, pociski artyleryjskie kaliber 122 mm. W 2009 roku firma podpisała kontrakt z bułgarskim kontrahentem o wartości 8 mln złotych. Zamówienia z MON są na poziomie 10%[9].
- Fabryka Produkcji Specjalnej Sp. z o.o. w Bolechowie – 122-milimetrowe dalekonośne artyleryjskie pociski rakietowe z głowicami kasetowymi odłamkowo-burzącymi Hesyt-1, Feniks-Z do wyrzutni WR-40 Langusta. Rakiety rodziny Feniks-Z polskie wojsko kupuje od 2004 roku, tylko w 2009 roku fabryka wyprodukowała na zamówienie Resortu obrony 350 sztuk[10][11].

## Kraje, które wykorzystywały amunicję kasetową
Co najmniej piętnaście krajów wykorzystywało amunicję kasetową w historii (od czasu utworzenia Organizacji Narodów Zjednoczonych). Wszystkie te narody posiadają jeszcze zapasy tej amunicji. Kraje, które podpisały Deklarację z Wellington, zgadzając się co do zasady z zakazem bomb kasetowych, wymienione są pogrubione.
- Arabia Saudyjska
- Azerbejdżan
- Erytrea
- Etiopia
- Francja
- Gruzja
- Holandia
- Izrael
- Libia
- Maroko
- Nigeria
- Polska
- / RPA/ Związek Południowej Afryki[13]
- Rosja
- Serbia
- Stany Zjednoczone
- Sudan
- Tadżykistan
- Tajlandia
- Ukraina
- Wielka Brytania

Ponadto co najmniej trzy kraje, które już nie istnieją (ZSRR, Jugosławia i Rodezja), używały bomb kasetowych.

## Kraje które produkowały amunicję kasetową
Co najmniej 31 krajów produkowało amunicję kasetową w historii (od czasu utworzenia Organizacji Narodów Zjednoczonych). Niektóre produkują ją do chwili obecnej. Kraje, które podpisały Deklarację z Wellington, zgadzając się co do zasady z zakazem bomb kasetowych, wymienione są pogrubione.
- Argentyna
- Brazylia
- Bułgaria
- Chile
- Chiny
- Egipt
- Francja
- Grecja
- Hiszpania
- Indie
- Irak
- Iran
- Izrael
- Japonia
- Korea Południowa
- Korea Północna
- Niemcy
- Pakistan
- Polska
- Południowa Afryka
- Rosja
- Rumunia
- Serbia
- Singapur
- Słowacja
- Stany Zjednoczone
- Szwecja
- Tajwan[14]
- Turcja
- Wielka Brytania
- Włochy

## Kraje posiadające zapasy amunicji kasetowej
W 2008 r. w co najmniej 76 krajach przechowywane są zapasy amunicji kasetowej. Kraje, które podpisały Deklarację z Wellington, zgadzając się co do zasady zakazu bomb kasetowych, wymienione są pogrubione.
- Algieria
- Angola
- Arabia Saudyjska
- Austria
- Azerbejdżan
- Bahrajn
- Białoruś
- Bośnia i Hercegowina
- Brazylia
- Bułgaria
- Chile
- Chiny
- Chorwacja
- Czarnogóra
- Czechy
- Dania
- Egipt
- Ekwador
- Erytrea
- Estonia[15]
- Etiopia
- Finlandia
- Francja
- Grecja
- Gruzja
- Gwinea
- Gwinea Bissau
- Hiszpania
- Holandia
- Indie
- Indonezja
- Izrael
- Japonia
- Jemen
- Jordania
- Kazachstan
- Korea Północna
- Korea Południowa
- Kuba
- Kuwejt
- Libia
- Maroko
- Mołdawia
- Mongolia
- Niemcy
- Nigeria
- Oman
- Pakistan
- Peru
- Polska
- Portugalia
- Południowa Afryka[16]
- Rosja
- Rumunia
- Serbia
- Singapur
- Słowacja
- Słowenia[17]
- Sudan
- Stany Zjednoczone
- Syria
- Szwecja
- Szwajcaria
- Turcja
- Turkmenistan
- Uganda
- Ukraina
- Uzbekistan
- Wielka Brytania
- Węgry
- Włochy
- Zimbabwe
- Zjednoczone Emiraty Arabskie

## Historia użycia
- Europa, II wojna światowa, 1939–1945
- Sahara Zachodnia, 1975–1991

Podczas trwającego 16 lat konfliktu na terytorium Sahary Zachodniej Królewska Armia Marokańska (RMA) używała bomb kasetowych.
Bomby kasetowe BLU-63, M42 i MK118 były używane w wielu lokalizacjach w Bir Lahlou, Tifarity, Mehaires, Mijek i Awganit.
Ponad 300 obszarów na które zrzucono miny zostało zarejestrowanych w bazie danych Centrum Koordynacyjnego Akcji MINURSO.
- Wietnam, Laos, Kambodża, 1957-1975

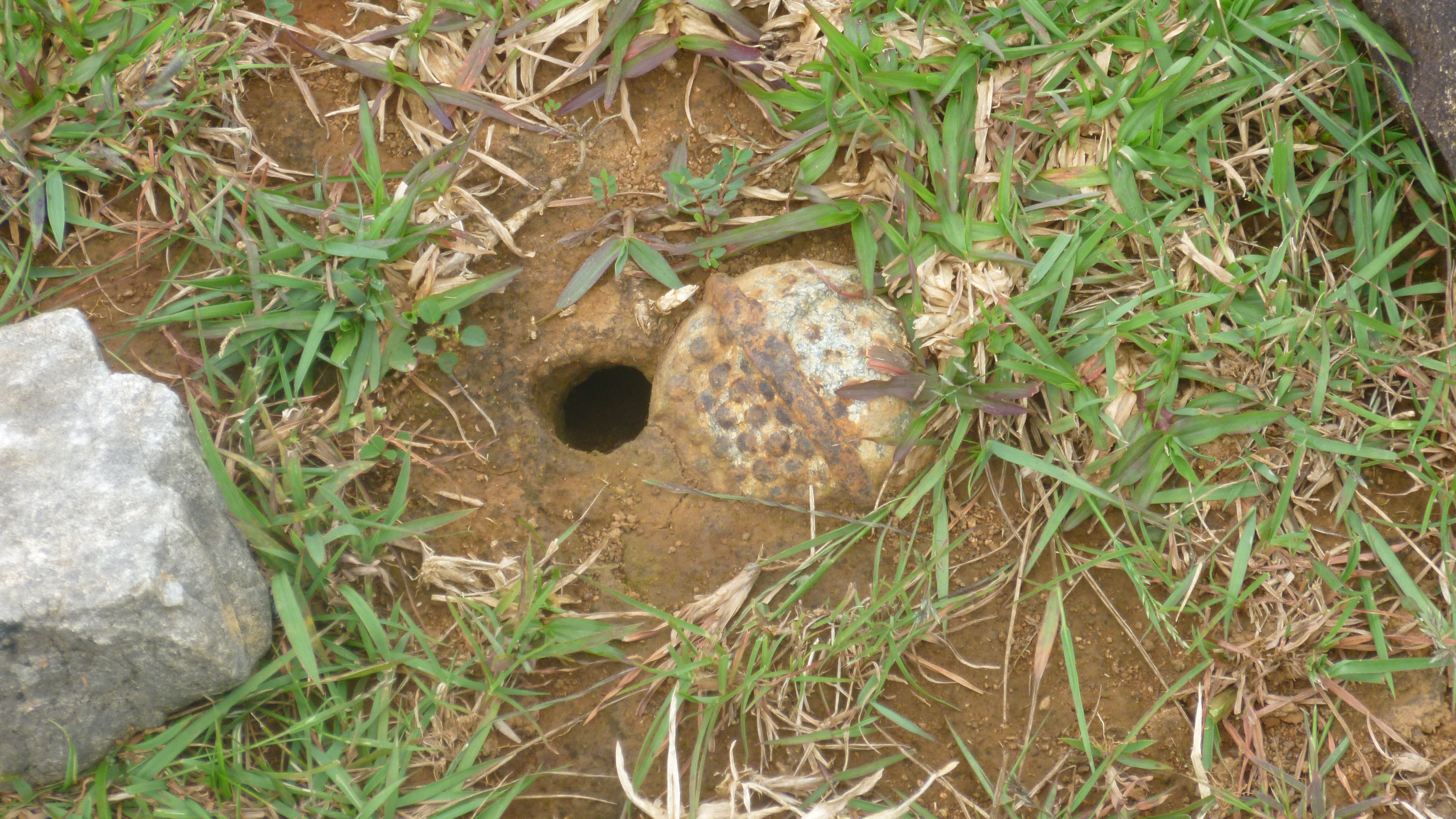
Niewybuch subamunicji, prawdopodobnie typu BLU-26. Równina Dzbanów, Laos

W latach 1965–1973 samoloty USA przeprowadziły 580 000 nalotów na Laos podczas których zrzucono do 270 milionów bomb. Szacuje się, że jedna trzecia, tj. 80 milionów sztuk, nie wybuchła. W latach 1964–2011 ponad 50 000 osób zostało zabitych lub okaleczonych przez pozostające w ziemi niewybuchy.
Użyte bomby: BLU-3, BLU-17, CBU-22, BLU-24, CBU-25, BLU-26
- Liban, 1978

Izrael użył bomb kasetowych podczas agresji na Liban. Były to CBU-58.
- Falklandy, 1982 r.

Podczas wojny o Falklandy-Malwiny Wielka Brytania użyła bomb kasetowych BL755 zrzucanych przez Sea Harriera.
- Liban, 1982

Izrael użył bomb kasetowych CBU-58 do atakowania celów cywilnych m.in. w Bejrucie. Ponieważ były to pociski wyprodukowane i sprzedane przez USA, a Izrael złamał umowy podpisane przy zakupie broni, wszczęte zostało dochodzenie Kongresu Stanów Zjednoczonych. Administracja Ronalda Reagana wprowadziła embargo na dostawy broni kasetowej do Izraela. Zniesiono je jednak już po sześciu latach.
- Libia, 1986

Podczas nalotów lotniczych na Libię (operacja Vicinity of Libya oraz El Dorado Canyon) McDonnell Douglas F/A-18 Hornet oraz LTV A-7 Corsair II należące do USA zrzuciły Mk-20 Rockeye na libijskie statki oraz zbombardowały tymi bombami kasetowymi Beninę. Na pamiątkę bombardowań ustawiono pomnik Pięść zgniatająca amerykański samolot myśliwski.
- 1990 r. Irak

Podczas wojny w Zatoce Perskiej USAF zrzuciły 1105 bomb CBU-89.
- Górski Karabach, 1992–1994, 2016

Azerbejdżan używał bomb kasetowych w latach 1992–1994 w trakcie wojny o Górski Karabach.
W rozminowywaniu z niewybuchów amunicji kasetowej pomagała organizacja charytatywna HALO Trust. Bomby kasetowe użyte zostały ponownie przez Azerbejdżan podczas odnowienia działań wojennych w kwietniu 2016 r. Armenia prawdopodobnie też użyła w konflikcie bomb kasetowych. Parlament Europejski w ramach negocjacji o stowarzyszeniu UE-Armenia wezwał władze Armenii do podpisania i ratyfikowania konwencji o broni kasetowej.
- Czeczenia, 1995

Podczas I wojny czeczeńskiej Rosja 3 stycznia 1995 r. zbombardowała czeczeńską miejscowość Szali bombami kasetowymi. Spadło łącznie osiemnaście bomb kasetowych. Bomby uderzyły w rynek przydrożny, stację benzynową i szpital, w którym leczyli się cywile, a także żołnierze rosyjscy.
- Chorwacja, 1995

W maju 1995 r. z samobieżnej wyrzutni M-87 Orkan Serbowie (z Republiki Serbskiej Krajiny) amunicją kasetową ostrzelali Zagrzeb. W dwóch atakach zginęło 7 osób, a co najmniej 214 zostało rannych. Odpowiedzialnością za atak zostali obciążeni  Milan Martić, Milan Čeleketić oraz gen. Momčilo Perišić.
- Bośnia i Hercegowina, 1995

Podczas Operacji Deliberate Force NATO 30 sierpnia 1995 roku należący do sił powietrznych USA samolot A-10A zrzucił bombę kasetową CBU-87B/B na stanowisko moździerza artyleryjskiego należącego do bośniackich Serbów.
- Serbia i Czarnogóra, 1999
- Czeczenia, 1999–2000
- Afganistan, 2001–2014

Polscy żołnierze mieli na wyposażeniu naboje kasetowe Rad-2 do moździerzy 98 mm. Rozkaz użycia moździerza z kasetową amunicją dostali żołnierze strzelający do wioski Nangar Khel, brak jest jednak dowodów na użycie tej amunicji przez Polaków.
Stany Zjednoczone zrzuciły ponad 1000 bomb kasetowych zawierających ok. 250 tys. subamunicji w okresie od października 2001 do marca 2002 roku. Użyte zostały: CBU-87, CBU-103, Navy CBU-99s, CBU-100s, JSOW-AS. W tym samym czasie zrzucano racje żywnościowe w tym samym żółtym kolorze co mini-pociski z bomby CBU-87.
- Irak, 2003
- Liban, 2006

Na Liban spadło ok. 4 miliony pocisków z bronią kasetową w 962 atakach. Według Human Rights Watch używanie przez IDF amunicji kasetowej było masowe i nieproporcjonalne, z pogwałceniem międzynarodowego prawa humanitarnego.
Ośrodek Koordynacji Działań Narodów Zjednoczonych (UN-MACC) zajmujący się zbieraniem informacji o minach, niewypałach bomb i innego rodzaju amunicji zidentyfikował ponad 800 obszarów z pozostałościami po użytych bombach kasetowych.
Użyto subamunicji kasetowej typu:
- BLU-63 z bomby kasetowej CBU-58B wyprodukowane w latach 1970–1978
- M77 wystrzeliwane z samobieżnej polowej wyrzutni rakietowej MLRS
- M42, M46 przenoszone przez pociski artyleryjskie M483A1
- M77 przenoszone przez rakiety M26 MLRS
- M85 przenoszone przez pociski artyleryjskie M395, M396 155mm
- MZD-2 produkcji chińskiej, przenoszone przez rakiety z wyrzutni 122 mm[53][54]

Departament Stanu USA wszczął dochodzenie, czy Izrael wbrew umowom nie stosował amerykańskich bomb kasetowych do atakowania celów cywilnych w Libanie.
- Gruzja, 2008
- Strefa Gazy, 2008/2009
- Tajlandia-Kambodża, 2011
- Libia, 2011 – w czasie bitwy o Misratę w kwietniu 2011 roku dokonano bombardowania dzielnicy mieszkalnej pociskami typu MAT-120  wyprodukowanymi przez hiszpańską firmę Instalaza. Zginęło osiem osób[56][57].
- Sudan, 2012 – wojska Sudanu przeprowadzały bombardowania ludności cywilnej w Kordofanie Południowym z użyciem bomby kasetowej typu RBK-500 pomimo podpisania Deklaracji z Wellington[58]
- Jemen, 2016 – lotnictwo Arabii Saudyjskiej użyło bomb kasetowych CBU-105 przeciwko rebeliantom Huthi[59]. Bomby stworzone zostały przez konsorcjum Texaco Systems Corporation i sprzedane zostały Arabii Saudyjskiej i Zjednoczonym Emiratom Arabskim przez Stany Zjednoczone[60]. USA wstrzymały dostawy bomb kasetowych do Arabii Saudyjskiej w związku z doniesieniami o coraz większej liczbie ofiar wśród cywilów. Zgodnie z umową z 2013 roku USA miały dostarczyć Arabii Saudyjskiej 1300 sztuk CBU-105[potrzebny przypis].
- Syria, 2012[1], Syria, 2016
  - Bombardowanie przez Rosję okolic Aleppo z samolotów Su-34 przy użyciu bomb RBK-500U oraz bomb zapalających ZAB-2.5SM, co było złamaniem konwencji genewskiej, która zakazuje używania amunicji zapalającej w rejonach skupienia ludności cywilnej, bez względu na okoliczności[61].
  - 16 czerwca 2016 rosyjskie lotnictwo zbombardowało bombami kasetowymi garnizon At-Tanf w południowo-wschodniej Syrii gdzie przebywały Amerykańskie i brytyjskie jednostki specjalne. Nie zginął nikt oprócz islamistów[62].
  - 2 sierpnia 2016 po zestrzeleniu śmigłowca Mi-8 w rejonie Aleppo i śmierci 5 Rosjan, przeprowadzono operację lotniczą „Возмездие” (ros. „Odwet”). Użyto w niej amunicję kasetową oraz bomby paliwowo-powietrzne[63].
- Ukraina Wschodnia od 2014

Ostrzał rakietowy we wschodniej Ukrainie, w tym gęsto zaludnionych okolicach Donbasu i Doniecka.
W Donbasie po walkach w 2014 r. znaleziono 22 bomby i rakiety zawierające w sumie 912 małych ładunków.
Użyte:
- Pociski rakietowe 9M27K1 z subamunicją 9N210, 9N235 wystrzelone z BM-27 Huragan
- Pociski rakietowe 9M55K z subamunicją 9N235 wystrzelone z BM-30 Smiercz[65]

BM-27 Huragan oraz Smiercz są wykorzystywane przez separatystów oraz znajdują się na wyposażeniu wojsk ukraińskich.
Według HRW obie strony konfliktu używały amunicji kasetowej.
- Syria 2018

W listopadzie 2018 wojska koalicji kierowanej przez USA zaatakowały miejscowości w prowincji Deir ez Zor, używając amunicji kasetowej. Zbombardowane zostały miejscowości: Bu-Badran, al-Sousse, Szaafa, Chadżin.
- Ukraina 2022

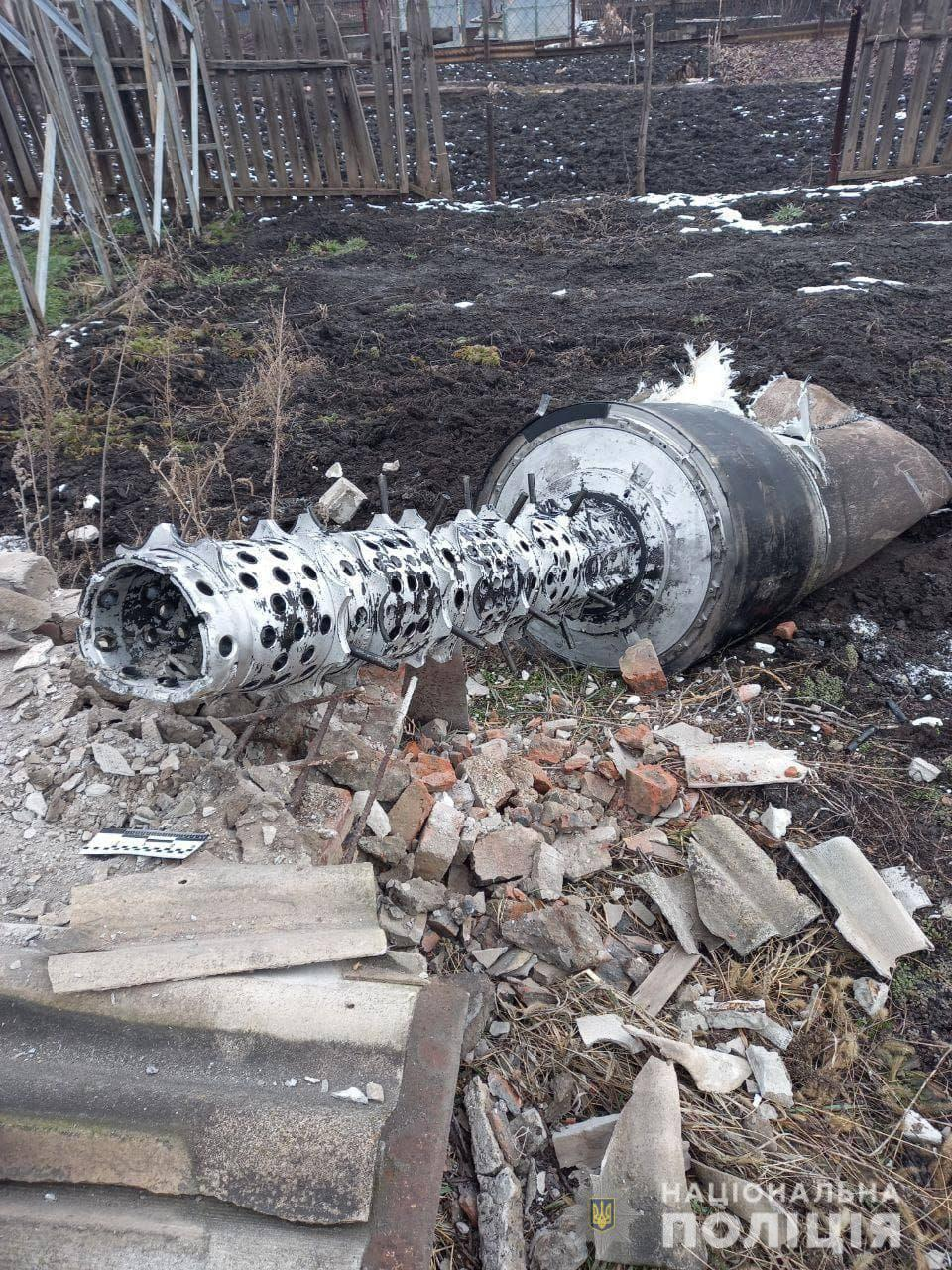
Pocisk balistyczny Iskander-M z wrakiem głowicy kasetowej wystrzelony 9 marca 2022 r. w rejon Kramatorska

Rosja i Ukraina nie podpisały konwencji o zakazie użycia amunicji kasetowej. Obie strony posiadają zapasy tej broni.
W lipcu 2023 Stany Zjednoczone ogłosiły decyzję o dostawach na Ukrainę amunicji kasetowej. Decyzja ominęła amerykańskie prawo zabraniające produkcji, używania lub transferu amunicji kasetowej w przypadku której wskaźnik niewypałów przekracza 1%.
Przekazane zostały pociski kasetowe M864, o kalibrze 155 mm i o maksymalnym zasięgu 30 kilometrów. W październiku przekazano także do 20 pocisków ATACMS M74 z głowicami kasetowymi. Ich zasięg to z kolei 165 km.
- Rosyjskie wojska w rejonie Czernihowa użyły amunicji kasetowej
.
- Rosyjskie bomby kasetowe spadły na Charków. Między innymi spadły na cmentarz gdzie spoczywają oficerowie Wojska Polskiego zamordowani przez NKWD w Katyniu.
-  Ukraińskie wojska kilkukrotnie ostrzeliwują z amunicji kasetowej Izium w obwodzie charkowskim powodując śmierć 8 cywilów, raniąc 15 i uszkadzając kilka domów.
- Ukraina 2023

- Ukraina używa amunicji kasetowej dostarczonej przez USA w południowe wschodniej Ukrainie, próbując rozbić dobrze ufortyfikowane pozycje rosyjskie.
- Siły Zbrojne Ukrainy ostrzelały pociskami kasetowymi wieś Klimowo w  obwodzie briańskim. Uszkodzonych zostało kilka budynków mieszkalnych i gospodarczych, nikt nie odniósł obrażeń.

- Ukraiński dron używający amunicji kasetowej (subamunicja M42 – M46 wymontowane z naboju M483A1 kal. 155 mm) zaatakował fabrykę masła w mieście Sudża. Użyto trzech pocisków, z których dwa eksplodowały i uszkodziły beczki. Nikt nie odniósł obrażeń.

## Śmierci cywilów od niewybuchów bomb kasetowych
Najbardziej niebezpieczną cechą bomb kasetowych jest to, że ok. 10 proc. małych ładunków stanowią niewybuchy które działają jak miny.
W Wietnamie ludzie wciąż giną w wyniku wybuchów bomb kasetowych i innych przedmiotów pozostawionych przez USA i wietnamskie siły zbrojne. Do 2011 roku niewybuchy zabiły ponad 40 tys. osób, a raniły ponad 60 tys. Na Laos w latach 1964–1973 zrzucono 270 mln bomb podczas 580 tys. bombardowań. 10 z 18 prowincji kraju uznawane jest za „poważnie skażone” przez niewybuchy. Podczas wojny NATO przeciwko Jugosławii bomby kasetowe zrzucono m.in. w Kosowie. Od początku wojny w 1992 roku do końca 2009 roku ucierpiało od min 7431 osób.